# Augustine Albert
Augustine Albert, également connue sous le nom d'Augustine Albert-Himm, née le 28 août 1791 à Paris et morte le 16 mai 1867 à Paris (9e arrondissement), est une chanteuse d'opéra française qui chante les principaux rôles de soprano à l'Opéra de Paris de 1806 à 1823. Parmi les nombreux rôles qu'elle crée lors de leurs premières mondiales figurent le rôle-titre d'Olimpie de Spontini. Née à Paris et formée au Conservatoire de Paris, elle est également chanteuse principale de la Chapelle royale jusqu'en 1830. Elle est mariée à Albert, danseur noble de l'Opéra de Paris.

## Biographie
Augustine Albert est née Louise-Marguerite-Augustine Himm à Paris. Elle entre au Conservatoire de Paris en 1803 où elle est l'élève de Charles-Henri Plantade. L'année suivante, elle reçoit le premier prix de chant du conservatoire et étudie ensuite auprès du chanteur castrat Girolamo Crescentini. Elle se produit pour la première fois à l'Opéra de Paris en 1803, à l'âge de 12 ans, dans le rôle de L'Amour (Cupidon) dans l'Anacréon de Cherubini. Cependant, ses débuts officiels là-bas ont eu lieu en 1806 lorsqu'elle a chante Antigone dans Œdipe à Colone de Sacchini,,.
Elle chante ensuite dans les premières mondiales de plusieurs opéras et apparaît également dans les premiers rôles de soprano de nombreux autres, notamment Julia dans La Vestale, Amazily dans Fernand Cortez et Eurydice dans Orphée et Eurydice. Après son mariage en 1811 avec le danseur Albert, elle se produit sous le nom d'Augustine Albert. Le couple a eu deux enfants, un fils Alexander et une fille Elisa, qui tous deux deviennent des danseurs de renom mais sans atteindre la renommée de leur père,.
Pendant de nombreuses années, Augustine Albert est également l'une des principales chanteuses de la Chapelle royale de Louis XVIII puis de Charles X. Elle se retire de l'Opéra de Paris en 1823 mais continue comme chanteuse de la Chapelle royale jusqu'en 1830, date à laquelle elle se retire à Versailles. En 1846, elle est citée dans L'Album de Sainte-Cécile comme artiste recevant une pension de l'Opéra de Paris,.
Morte à Paris, elle est inhumée à Fontainebleau.

## Rôles créés

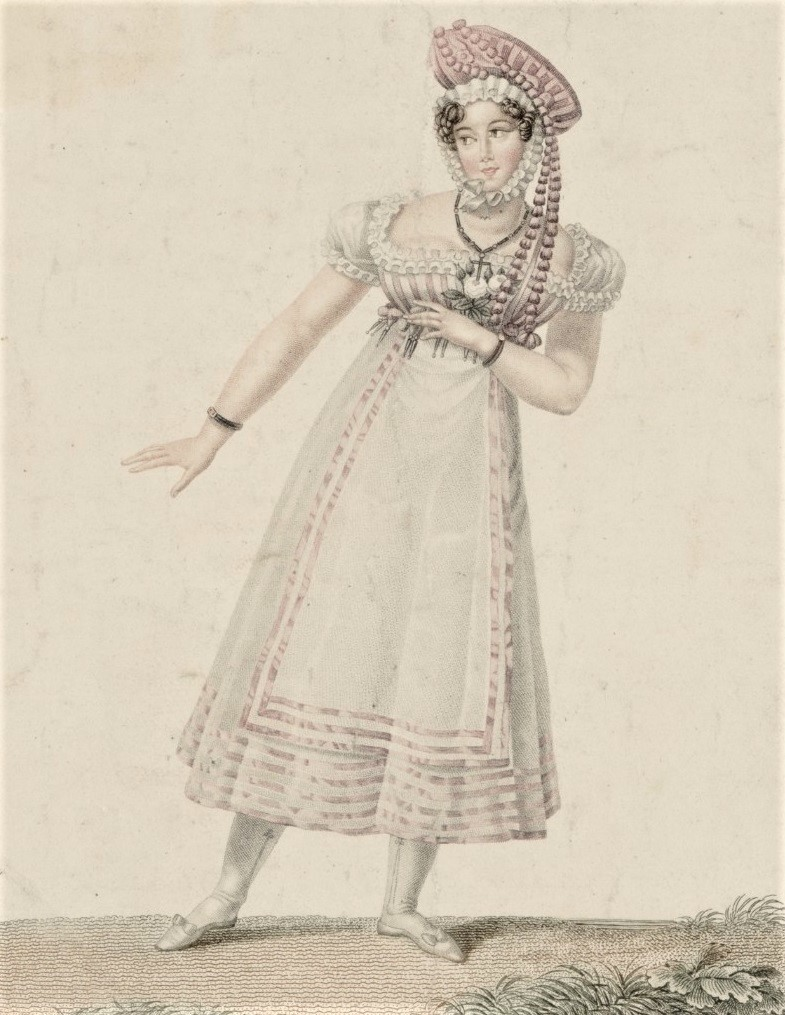
Augustine Albert en Philis dans Le Rossignol.

Les rôles créés par Augustine Albert lors de leurs premières mondiales incluent :
- L'Amour à Anacréon (opéra-ballet en 2 actes) composé par Luigi Cherubini, livret de CR Mendouze, création Opéra de Paris, 4 octobre 1803[3]
- Galatea in Pimmalione (opéra en 1 acte) composé par Luigi Cherubini, livret de Stefano Vestris ; création Palais des Tuileries, 30 novembre 1809[9][note 2]
- Méala dans Abel (opéra en 3 actes) composé par Rodolphe Kreutzer, livret de François-Benoît Hoffman ; création à l'Opéra de Paris, le 23 mars 1810[11]
- Ériphile dans Les Amazones (opéra en 3 actes) d'Étienne Méhul, livret d'Étienne de Jouy ; création à l'Opéra de Paris, le 17 décembre 1811[12]
- Elvine dans Pélage, ou Le roi et la paix (opéra en 2 actes) composé par Gaspare Spontini, livret d'Étienne de Jouy ; création à l'Opéra de Paris, le 23 août 1814[12]
- Philis dans Le Rossignol (opéra-comique en 1 acte) composé par Louis-Sébastien Lebrun, livret de Charles-Guillaume Étienne ; création à l'Opéra de Paris, le 23 avril 1816[13]
- Thémis et La Renommée dans Les dieux rivaux ou Les fêtes de Cythère (opéra-ballet en 1 acte) composé conjointement par Berton, Kreutzer, Loiseau de Persuis et Spontini, livret de Charles Brifaut et Armand-Michel Dieulafoy ; créé à l'Opéra de Paris le 21 juin 1816 à l'occasion du mariage du duc de Berry )[14]
- Zirphile dans Zirphile et Fleur de Myrte (opéra-féerie en 2 actes) composé par Charles-Simon Catel, livret d'Étienne de Jouy ; création à l'Opéra de Paris, le 29 juin 1818[12]
- Olimpie in Olimpie (opéra en 3 actes) de Gaspare Spontini, livret de Charles Brifaut et Armand-Michel Dieulafoy ; création à l'Opéra de Paris, le 22 décembre 1819[14]